# John Sealy Townsend
Sir John Sealy Edward Townsend (Galway, 7 giugno 1868 – Oxford, 16 febbraio 1957) è stato un fisico britannico, che ha condotto vari studi sulla conducibilità elettrica dei gas.
Dal 1900 al 1941 è stato professore di fisica presso l'Università di Oxford.

## Biografia
Nacque il 16 febbraio 1868 a Galway, in Irlanda. Suo padre, Edward Townsend, era un professore di Ingegneria civile presso l'Università di Galaway. Nel 1885 si iscrisse al Trinity College di Dublino, dove conseguì un BA in matematica nel 1890, primo del suo corso. Frequentò nello stesso periodo di Ernest Rutherford il Trinity College a Cambridge.

Presso il Dipartimento di fisica dell'Università di Cambridge (Cavendish Laboratory) collaborò con Joseph J. Thomson e nel 1898 fu eletto Clerk Maxwell Scholar. Sviluppò la "Teoria delle collisioni di Townsend" e produsse importanti lavori sulla conducibilità elettrica dei gas ("Scarica alla Townsend" o, in inglese Townsend discharge, 1897). Grazie a queste ricerche presentò tra l'altro una misura della carica elettrica dell'elettrone determinata adottando un metodo simile a quello in seguito utilizzato da Robert Millikan nel famoso esperimento della goccia d'olio.
Nel 1900 fu nominato professore di fisica presso l'Università di Oxford. L'anno seguente scoprì il processo di ionizzazione per impatto delle molecole.
L'11 giugno 1903 fu eletto Fellow della Royal Society, titolo onorifico per coloro che hanno contribuito sostanzialmente nel proprio campo al progresso scientifico. Nel 1914 ricevette la Medaglia Hughes. Durante la prima guerra mondiale compì ricerche a Woolwich su tecnologie senza fili per la Royal Naval Air Service.
Brebis Bleaney riporta quale testimone dell'evento che una volta Townsend radunò i suoi allievi per confutare la relatività e la meccanica quantistica.
Tra le due guerre, Townsend guidò un ristretto numero di ricercatori. Tuttavia dagli anni trenta perse vigore. Era considerato un conferenziere noioso, un supervisore dogmatico e scollegato con il mondo della fisica. Dei due laboratori di fisica dell'Università di Oxford, mentre il Clarendon Laboratory diretto da F. Lindemann attrasse otto fisici rifugiati dalla Germania e guadagnò una fama internazionale, l'Electrical Laboratory diretto da Townsend non ne attrasse nessuno.
Nel 1941, la carriera di Townsend ebbe una rapida fine. Rifiutatosi di supportare l'impegno bellico attraverso l'insegnamento a militari, fu soggetto ad un'inchiesta universitaria che lo condusse alle dimissioni nel settembre dello stesso anno.
Trascorse la restante parte della sua vita ad Oxford, dove morì nel 1957 ospitato nella Acland Nursing Home.
Townsend sposò May Georgina nel 1911 ed ebbero due figli. May Georgina Townsend s'interessò alla politica e divenne consigliere cittadino e per due volte sindaco di Oxford.

## Opere
- The Theory of Ionisation of Gases by Collision,[6] 1911 (articolo).
- Electricity in gases,[7] 1915 (libro).
- Motion of Electrons in Gases,[8] 1913 (articolo).
- Motion of Electrons in Gases,[9] 1925 (libro).
- Electricity and Radio Transmission,[10] 1943 (libro).
- Electrons in gases,[11] 1947 (libro).
- Electromagnetic Waves,[12] 1951 (libro).